# Conseil de famille (film)
Pour les articles homonymes, voir Conseil de famille.
Pour plus de détails, voir Fiche technique et Distribution.
Conseil de famille est un film français réalisé par Costa-Gavras sorti en 1986.

## Synopsis
Une famille unie (le père, la mère, les deux enfants) et le fidèle ami, Faucon, exercent une profession aussi lucrative que dangereuse : perceurs de coffres. Un jour, le jeune fils, François exige d'accompagner les hommes sur le « chantier ». Le jeune garçon se révèle extraordinairement doué. Mais quand il découvre l'amour, il décide de tout arrêter. C'est la consternation au sein de la famille, qui se réunit alors en conseil.

## Fiche technique
- Titre original : Conseil de famille
- Titre international anglophone : Family Business
- Réalisateur : Costa-Gavras
- Scénario : Costa-Gavras, d'après le roman Le Conseil de famille de Francis Ryck
- Assistant-réalisateur : Frédéric Blum
- Photographie : Robert Alazraki
- Montage : Marie-Sophie Dubus
- Casting : Dominique Besnehard, Margot Capelier, Marie-Christine Lafosse
- Chef décorateur : Eric Simon
- Costumes : Corinne Jorry
- Musique : Georges Delerue
- Producteurs : Michèle Ray-Gavras
- Directeur de production : Gérard Crosnier
- Sociétés de production : Gaumont, K.G. Productions etc Films A2
- Sociétés de distribution : Gaumont, European Classics, ZYX Music
- Genre : comédie
- Durée : 117 minutes
- Format : couleur (matériel de prises de vues : Transpalux, Samuelson Alga)
- Langue originale : français
- Box-office France : 928 596 entrées
- Date de sortie :
  - France : 19 mars 1986

## Distribution
- Johnny Hallyday : le père (Louis)
- Fanny Ardant : la mère (Marianne)
- Guy Marchand : Maximilien Faucon
- Rémi Martin : François
- Caroline Pochon : Martine
- Fabrice Luchini : l'avocat véreux
- Laurent Romor : François, adolescent
- Ann-Gisel Glass : Sophie
- Juliette Rennes : Martine, enfant
- Julien Bertheau : le propriétaire de la maison fléchettes
- Robert Deslandes : le voisin en Bretagne
- Jérôme Barrier :
- Maxime Beaugrand :

- Claudine Berg :
- Françoise Bette : la belle-sœur
- Philippe De Brugada : le propriétaire en furie
- Rosine Cadoret : la voisine au balcon
- Charly Chemouny : le premier jumeau bulgare
- Emmanuelle Collomb :
- Florence Collomb :
- Michel Crémadès : l'installateur Darty
- Marie-Laure Delacotte
- Mouss Zouheyri : le second jumeau bulgare
- Gérard Dubois : l'homme métro
- Marc Estrada :
- Jeanne Herviale :
- François Levantal :
- Françoise Michaud : Nicole
- Sophie Michaud :
- Georges Montillier :
- François Négret :
- Patrick Bauchau : Octave, le frère (non crédité)

## Production
Ce film donne son premier rôle au cinéma à François Négret et leurs deuxièmes rôles à François Levantal et Rémi Martin.
Le tournage se déroule dans les studios de Billancourt à Boulogne-Billancourt.
Johnny Hallyday a précédemment joué avec Ann-Gisel Glass dans  Détective et rejouera vingt ans plus tard avec Fabrice Luchini dans le film  Jean-Philippe.

## Distinction
En 1987, Rémi Martin est nommé pour le César du meilleur espoir masculin.